# Box-office France 2025
Cet article présente le box-office en France au cours de l'année 2025.

## Films sortis en 2025 ayant dépassé1 000 000 de spectateurs
La couleur       indique les films étant dans le top 20 du box-office hebdomadaire en cours
| Class. | Titre                                     | Pays | Réalisateur                                    | Box-Office France |
| ------ | ----------------------------------------- | ---- | ---------------------------------------------- | ----------------- |
| 1      | Lilo et Stitch                            |      | Dean Fleischer Camp (en)                       | 5 118 275         |
| 2      | God Save the Tuche                        |      | Jean-Paul Rouve                                | 3 001 828         |
| 3      | F1                                        |      | Joseph Kosinski                                | 2 991 648         |
| 4      | Jurassic World : Renaissance              |      | Gareth Edwards                                 | 2 853 157         |
| 5      | Minecraft, le film                        |      | Jared Hess                                     | 2 613 913         |
| 6      | Dragons                                   |      | Dean DeBlois                                   | 2 529 930         |
| 7      | Mission: Impossible - The Final Reckoning |      | Christopher McQuarrie                          | 2 485 349         |
| 8      | Paddington au Pérou                       |      | Dougal Wilson                                  | 1 856 674         |
| 9      | Captain America: Brave New World          |      | Julius Onah                                    | 1 648 654         |
| 10     | Superman                                  |      | James Gunn                                     | 1 518 452         |
| 11     | Ma mère, Dieu et Sylvie Vartan            |      | Ken Scott                                      | 1 506 984         |
| 12     | Un ours dans le Jura                      |      | Franck Dubosc                                  | 1 482 761         |
| 13     | Les Schtroumpfs, le film                  |      | Chris Miller                                   | 1 442 007         |
| 14     | Les Quatre Fantastiques : Premiers pas    |      | Matt Shakman                                   | 1 392 969         |
| 15     | Blanche-Neige                             |      | Marc Webb                                      | 1 214 226         |
| 16     | Elio                                      |      | Madeline Sharafian, Domee Shi et Adrian Molina | 1 199 525         |
| 17     | Mickey 17                                 |      | Bong Joon-ho                                   | 1 161 890         |
| 18     | Thunderbolts*                             |      | Jake Schreier                                  | 1 112 514         |
| 19     | Destination finale : Bloodlines           |      | Zach Lipovsky et Adam B. Stein                 | 1 046 940         |
| 20     | Sinners                                   |      | Ryan Coogler                                   | 1 036 738         |
| 21     | Un parfait inconnu                        |      | James Mangold                                  | 1 012 606         |

## Films sortis en 2025 ayant dépassé 500 000 spectateurs
| Class. | Titre                         | Pays | Réalisateur                      | Box-Office France |
| ------ | ----------------------------- | ---- | -------------------------------- | ----------------- |
| 22     | Les Bodin's partent en vrille |      | Frédéric Forestier               | 955 816           |
| 23     | Bridget Jones : Folle de lui  |      | Michael Morris (en)              | 910 177           |
| 24     | Les Bad Guys 2                |      | Pierre Perifel                   | 875 641           |
| 25     | La Venue de l'avenir          |      | Cédric Klapisch                  | 872 662           |
| 26     | L'Attachement                 |      | Carine Tardieu                   | 779 092           |
| 27     | Partir un jour                |      | Amélie Bonnin                    | 651 384           |
| 28     | La Chambre d'à côté           |      | Pedro Almodóvar                  | 609 113           |
| 29     | The Amateur                   |      | James Hawes                      | 600 290           |
| 30     | Moon le panda                 |      | Gilles de Maistre                | 573 007           |
| 31     | À bicyclette !                |      | Mathias Mlekuz                   | 549 478           |
| 32     | 28 Ans plus tard              |      | Danny Boyle                      | 532 674           |
| 33     | Les Condés                    |      | Nordine Salhi et Ryad-Luc Montel | 526 394           |
| 34     | Doux Jésus                    |      | Frédéric Quiring                 | 511 165           |
| 35     | Dracula                       |      | Luc Besson                       | 511 041           |
| 36     | Évanouis                      |      | Zach Cregger                     | 504 316           |
| 37     | On ira                        |      | Enya Baroux                      | 502 840           |

## Records par semaine
|             | Titre                        | Pays      | Réalisateur              | Entrées   |
| ----------- | ---------------------------- | --------- | ------------------------ | --------- |
| 1re semaine | Lilo et Stitch               |           | Dean Fleischer Camp (en) | 1 325 026 |
| 2e semaine  | Lilo et Stitch               | 1 349 408 | Dean Fleischer Camp (en) |           |
| 3e semaine  | Lilo et Stitch               | 887 503   | Dean Fleischer Camp (en) |           |
| 4e semaine  | Jurassic World : Renaissance |           | Gareth Edwards           | 347 722   |
| 5e semaine  | F1                           |           | Joseph Kosinski          | 242 910   |
| 6e semaine  | Lilo et Stitch               |           | Dean Fleischer Camp (en) | 273 251   |
| 7e semaine  | Lilo et Stitch               | 251 657   | Dean Fleischer Camp (en) |           |
| 8e semaine  | Lilo et Stitch               | 145 445   | Dean Fleischer Camp (en) |           |
| 9e semaine  | Lilo et Stitch               | 136 082   | Dean Fleischer Camp (en) |           |
| 10e semaine | Lilo et Stitch               | 95 998    | Dean Fleischer Camp (en) |           |
| 11e semaine | Lilo et Stitch               | 51 682    | Dean Fleischer Camp (en) |           |
| 12e semaine | Lilo et Stitch               | 30 224    | Dean Fleischer Camp (en) |           |
| 13e semaine | Lilo et Stitch               | 24 177    | Dean Fleischer Camp (en) |           |

## Total des entrées
| Mois    | Entrées        |
| ------- | -------------- |
| Janvier | 13,83 millions |
| Février | 14,48 millions |
| Mars    | 12,53 millions |
| Avril   | 11,79 millions |
| Mai     | 11,80 millions |
| Juin    | 10,85 millions |
| Juillet | 14,80 millions |
| Août    |                |

## Box-office par semaine
| #  | Date (à partir du) | Film no 1                              | Pays      | Entrées   |
| -- | ------------------ | -------------------------------------- | --------- | --------- |
| 1  | 1er janvier 2025   | Mufasa : Le Roi lion                   |           | 986 253   |
| 2  | 8 janvier 2025     | Mufasa : Le Roi lion                   | 392 999   |           |
| 3  | 15 janvier 2025    | Mufasa : Le Roi lion                   | 285 466   |           |
| 4  | 22 janvier 2025    | Mufasa : Le Roi lion                   | 215 252   |           |
| 5  | 29 janvier 2025    | Un parfait inconnu                     | 308 895   |           |
| 6  | 5 février 2025     | God Save the Tuche                     |           | 1 086 865 |
| 7  | 12 février 2025    | God Save the Tuche                     | 756 075   |           |
| 8  | 19 février 2025    | God Save the Tuche                     | 516 655   |           |
| 9  | 26 février 2025    | God Save the Tuche                     | 285 948   |           |
| 10 | 5 mars 2025        | Mickey 17                              |           | 413 052   |
| 11 | 12 mars 2025       | Mickey 17                              | 256 863   |           |
| 12 | 19 mars 2025       | Blanche-Neige                          |           | 544 377   |
| 13 | 26 mars 2025       | Ma mère, Dieu et Sylvie Vartan         |           | 270 001   |
| 14 | 2 avril 2025       | Minecraft, le film                     |           | 795 858   |
| 15 | 9 avril 2025       | Minecraft, le film                     | 656 292   |           |
| 16 | 16 avril 2025      | Minecraft, le film                     | 538 874   |           |
| 17 | 23 avril 2025      | Minecraft, le film                     | 295 000   |           |
| 18 | 30 avril 2025      | Thunderbolts*                          |           | 466 763   |
| 19 | 7 mai 2025         | Thunderbolts*                          | 320 117   |           |
| 20 | 14 mai 2025        | Destination finale : Bloodlines        | 327 931   |           |
| 21 | 21 mai 2025        | Lilo et Stitch                         | 1 325 026 |           |
| 22 | 28 mai 2025        | Lilo et Stitch                         | 1 349 408 |           |
| 23 | 4 juin 2025        | Lilo et Stitch                         | 887 503   |           |
| 24 | 11 juin 2025       | Dragons                                | 712 912   |           |
| 25 | 18 juin 2025       | Dragons                                | 371 833   |           |
| 26 | 25 juin 2025       | F1                                     | 1 001 236 |           |
| 27 | 2 juillet 2025     | Jurassic World : Renaissance           | 917 182   |           |
| 28 | 9 juillet 2025     | Jurassic World : Renaissance           | 618 869   |           |
| 29 | 16 juillet 2025    | Les Schtroumpfs, le film               |           | 632 854   |
| 30 | 23 juillet 2025    | Les Quatre Fantastiques : Premiers pas |           | 673 075   |
| 31 | 30 juillet 2025    | Les Bad Guys 2                         | 405 544   |           |
| 32 | 6 août 2025        | Évanouis                               | 296 501   |           |
| 33 | 13 août 2025       | Les Bad Guys 2                         | 226 835   |           |
| 34 | 20 août 2025       |                                        |           |           |
| 35 | 27 août 2025       |                                        |           |           |
| 36 | 3 septembre 2025   |                                        |           |           |
| 37 | 10 septembre 2025  |                                        |           |           |
| 38 | 17 septembre 2025  |                                        |           |           |
| 39 | 24 septembre 2025  |                                        |           |           |
| 40 | 1er octobre 2025   |                                        |           |           |
| 41 | 8 octobre 2025     |                                        |           |           |
| 42 | 15 octobre 2025    |                                        |           |           |
| 43 | 22 octobre 2025    |                                        |           |           |
| 44 | 29 octobre 2025    |                                        |           |           |
| 45 | 5 novembre 2025    |                                        |           |           |
| 46 | 12 novembre 2025   |                                        |           |           |
| 47 | 19 novembre 2025   |                                        |           |           |
| 48 | 26 novembre 2025   |                                        |           |           |
| 49 | 3 décembre 2025    |                                        |           |           |
| 50 | 10 décembre 2025   |                                        |           |           |
| 51 | 17 décembre 2025   |                                        |           |           |
| 52 | 24 décembre 2025   |                                        |           |           |
| 53 | 31 décembre 2025   |                                        |           |           |